# Jungle World

Jungle-World-Online-Logo bis 2008

Die Jungle World, herausgegeben in Berlin, ist eine politisch linke Wochenzeitung, die in Deutschland und Österreich vertrieben wird.

## Geschichte
Die Wochenzeitung Jungle World entstand im Jahr 1997 aus einem Arbeitskampf bei der marxistischen Tageszeitung Junge Welt. Nachdem zunächst der Geschäftsführer Dietmar Koschmieder den amtierenden Chefredakteur Klaus Behnken abgesetzt hatte, trat aus Protest gegen diese Entscheidung die große Mehrheit der Redaktionsmitglieder in einen Streik und besetzte die Redaktionsräume im MSP-Verlagshaus Am Treptower Park. An dem Streik beteiligten sich unter anderem Jürgen Elsässer, Martin Krauß und Stefan Ripplinger. Hintergrund der Auseinandersetzung war ein Streit über den weiteren politischen Kurs der Zeitung.
Die zunächst nur als Streikzeitung der Redaktionsmehrheit geplante Jungle World wurde in der Anfangszeit in der Wohnung Klaus Behnkens, der ehemaligen WG der Band Ton Steine Scherben, am Tempelhofer Ufer 32 in Berlin-Kreuzberg, mit geliehenen Computern produziert.
Laut Eigendarstellung der Jungle World ging sie am 4. Juni 1997 erstmals ohne Startkapital oder eigene Produktionsmittel, „getragen nur von der großen Unterstützung der Leserinnen und Leser und der Solidarität anderer Medien“, als regelmäßig erscheinende Wochenzeitung in den Handel.
Am 7. Juni 2017 erschien die 1000. Ausgabe der Zeitung. Diese wurde zum 20-jährigen Jubiläum komplett von ehemaligen Mitarbeitern verantwortet.

## Politische Ausrichtung
Die Zeitung ist parteilich unabhängig. Ihrem Selbstverständnis nach will die Jungle World eine Plattform für unterschiedliche linke Positionen sein und sieht sich als undogmatische linke Wochenzeitung sowie als „wichtige Plattform für linke Debatten und subkulturelle Gegentrends“. In der politischen Ausrichtung ist sie zwischen linksradikal und unorthodox links einzuordnen und versteht sich insbesondere als „dezidiert nicht antizionistisch, antisemitisch und antiamerikanisch“. Infolgedessen wird der dem politischen Spektrum des Antiimperialismus zuzurechnende Teil der Linken in der Jungle World regelmäßig vehement kritisiert, unter anderem als nationalistisch und unreflektiert. Regelmäßig kommen auch Autoren zu Wort, die dem politischen Spektrum der Antideutschen zugerechnet werden. Einerseits wird die Jungle World von der allgemein als „antideutsch“ eingestuften Zeitschrift Bahamas häufig kritisiert, andererseits wurde die Zeitschrift unter anderem vom Verfassungsschutz des Landes Brandenburg im Jahr 2005 als eine der wichtigsten Publikationen des antideutschen Spektrums eingestuft.
Eine parlamentarische Anfrage, ob die Wochenzeitung Jungle World linksextremistisch ausgerichtet sei, bejahte das Bundesfamilienministerium im Januar 2012 ausdrücklich nicht, erwähnte jedoch „Hinweise auf Veranstaltungen aus dem linksextremistischen Spektrum“ in der Jungle World und dass dort „regelmäßig unter anderem Fragestellungen des linksextremistischen antideutschen Spektrums aufgegriffen [werden]“. In der taz beschrieb Deniz Yücel darauf, wie ihn im Jahr 2006 die spätere Familienministerin Kristina Schröder persönlich empfangen und ihm für die Jungle World ein längeres Interview gewährt hatte, das in der Zeitung veröffentlicht wurde.

## Inhalt
Das inhaltliche Spektrum der Zeitung deckt die klassischen Themengebiete der sozialen und linken Bewegungen ab. Dazu zählen unter anderem die Themen Antifaschismus, Antirassismus, (materialistischer) Feminismus, Kapitalismuskritik, Ökologie und soziale Kämpfe sowie linke Theoriebildung. Darüber hinaus setzt die Jungle World weitere Schwerpunkte in ihrer Berichterstattung bei den Themen Antisemitismus und Islamismus. Auch die Themen Wirtschaft, Wissenschaft, Internet und Sport werden regelmäßig behandelt. In der Rubrik Deutsches Haus werden zudem wöchentlich Vorfälle aus Deutschland mit rechtsextremem Hintergrund dokumentiert. 2018 rief der Literaturkritiker Magnus Klaue die Kolumne Lahme Literaten ins Leben, die Verrisse von Autoren oder Genres enthält.
Der Magazinteil der Jungle World heißt Dschungel und liegt jeder Ausgabe bei. Das Magazin enthält unter anderem das Feuilleton, die Sportseiten sowie ein Dossier, in dem wechselnde Autoren in einem längeren Text zumeist politische oder sozialphilosophische Themen behandeln oder Vorabdrucke aus literarischen Werken veröffentlicht werden. Anfang 2015 wurde das Dossier als eigenständiges Ressort aufgelöst und dem allgemeinen Feuilleton eingefügt. Außerdem erscheint im Dschungel die Kolumne Talmi von Leo Fischer, dem ehemaligen Chefredakteur des Satiremagazins Titanic. Die den Magazinteil abschließende Comicseite ist nur in der Printausgabe verfügbar und enthält unter anderem Comicstrips und Zeichnungen von Andreas Michalke, Wolfgang Buechs und 18Metzger.
Im Jungleblog erscheinen unregelmäßig meist kürzere Beiträge zu tagesaktuellen Themen, die nur online veröffentlicht werden. In der Rubrik Von Tunis nach Teheran schreibt Thomas von der Osten-Sacken speziell über Themen des Nahen Ostens.
Seit 1998 produziert die Redaktion der Zeitung einmal jährlich eine Sonderausgabe im meist europäischen Ausland. Den redaktionellen Schwerpunkt bildet dabei die politische und kulturelle Situation des entsprechenden Landes. Im Jahr 2004 unterstützte die Kulturstiftung des Bundes einen zweiwöchigen Aufenthalt in Israel, bei dem die Redaktion eine Israel-Sonderausgabe produzierte, die unter dem Slogan „Reise nach Jerusalem“ beworben wurde. Im Jahr 2007 erschien anstelle einer Auslands- eine Geburtstagsausgabe zum zehnjährigen Bestehen der Zeitung. 2014 produzierte die Redaktion aus Wien eine Österreich-Ausgabe. Zum 20. Geburtstag produzierten Mischa Pfisterer und Malte Voß einen Film, in dem ehemalige und gegenwärtige Redaktionsmitglieder über die Geschichte der Jungle World referieren.
Sämtliche Ausgaben sind auf der Webseite frei zugänglich archiviert. Die Artikel der jeweils aktuellen Ausgabe werden im Verlauf der Woche nach und nach freigeschaltet.

## Gestaltung
Die Printausgabe ist unterteilt in einen 20 Seiten umfassenden Mantelteil im Berliner Format und einen 24 Seiten umfassenden Magazinteil im halben Berliner Format.
Als Schriftarten verwendet die Jungle World die von dem Typografen und Schriftentwerfer Lucas de Groot eigens für die Zeitung designten Schrifttypen Floris JW und Floris Text.
Mit der 7. Ausgabe 2016 wurde ein neues Design eingeführt. Unter anderem wurde die Titelseite übersichtlicher gestaltet und der Mantelteil von drei auf fünf Spalten umgestellt. Als Logo der Printausgabe fungiert ein großes „J“.

## Auflage und Vertrieb
Nach Eigenangaben erschien die Zeitung im Jahr 2015 wöchentlich bundesweit mit einer Auflage von 16.000 Exemplaren, wobei die verkaufte Auflage 2011 bei 11.585 Exemplaren lag, davon etwa 6300 Abonnements. Diese sind entscheidend für die Finanzierung der Zeitung. Online stehen aktuelle Ausgaben der Zeitung hinter einer Paywall, das Archiv ist hingegen frei zugänglich.
Die Jungle World ist an zahlreichen Bahnhöfen sowie in ausgewählten Kiosken und Buchhandlungen in Deutschland und Österreich erhältlich.

## Rezeption
In der Feuilleton-Übersicht Heute in den Feuilletons von Perlentaucher und Spiegel Online werden in der Jungle World veröffentlichte Texte regelmäßig vorgestellt.
Als nach den Terroranschlägen des 11. September 2001 in der Jungle World auch Artikel veröffentlicht wurden, die ein militärisches Vorgehen von westlichen Staaten gegen al-Qaida oder die Taliban guthießen, wurde die Zeitung dafür von Antimilitaristen kritisiert.

## Autoren (Auswahl)
Seit ihrer Gründung im Jahr 1997 erschienen in der Zeitung unter anderem Beiträge von:
- Bini Adamczak
- Doris Akrap (Mitherausgeberin)
- Roger Behrens
- Pascal Beucker
- Peter Bierl
- Klaus Bittermann
- Bov Bjerg
- Thomas Blum
- Martin Büsser
- Joachim Bruhn
- Dietmar Dath
- David Demes
- Diedrich Diederichsen
- Sarah Diehl
- Tanja Dückers
- Thomas Ebermann
- Sonja Eismann
- Jürgen Elsässer
- Andreas Fanizadeh
- Alex Feuerherdt
- Leo Fischer
- Jens Friebe
- Holm Friebe (Mitherausgeber)
- Stephan Grigat
- Gabriele Haefs
- Gerhard Hanloser
- Michael Heinrich
- Richard Herzinger
- Florian Hessel
- Tom Holert
- Günther Jacob
- Roland Kaufhold
- Olaf Kistenmacher
- Magnus Klaue
- Martin Krauß
- Mary Kreutzer
- Matthias Küntzel
- Tjark Kunstreich
- Robert Kurz
- Andrea Livnat
- Joachim Lottmann
- Andrei S. Markovits
- Holger Marcks
- Andreas Michalke
- Juliane Nagel
- OL
- Thomas von der Osten-Sacken
- Andreas Peham
- Karl Pfeifer
- Moishe Postone
- Tobias Rapp (Mitherausgeber)
- Stefan Ripplinger
- Samuel Salzborn
- Gerhard Scheit
- Bernhard Schmid
- Thomas Schmidinger
- Oliver Schott
- Richard Schuberth
- Georg Seeßlen
- Amed Sherwan
- Andreas Speit
- Guido Sprügel
- Tim Stüttgen
- Maurice Summen
- Jörg Sundermeier
- Mark Terkessidis
- Oliver Tolmein
- Rainer Trampert
- Vojin Saša Vukadinović
- Klaus Walter
- Volker Weiß
- Felix Wemheuer
- Heiko Werning
- Wolfgang Wippermann
- Deniz Yücel (Mitherausgeber)[47]
- Raul Zelik

## Film
- »20 Jahre sind nicht genug«, 45 Minuten Film zum 20. Gründungstag der Jungle World von Mischa Pfisterer & Malte Voß (Juni 2017).